# Od dziś
Od dziś – drugi singel polskiej piosenkarki Paulli z jej pierwszego albumu studyjnego Nigdy nie mów zawsze, wydany w październiku 2008. Do utworu nakręcono teledysk, w którym poza wokalistką wystąpił m.in. autor tekstu i muzyki piosenki Adam Konkol.
Utwór był wielokrotnie krytykowany za podobieństwo do piosenki „Wonderful Tonight” Erica Claptona, zarówno pod względem melodii wstępu (identyczna partia gitary), jak i harmonii reszty piosenki.

## Nagrody
- 2009: TOPtrendy 2009 – Artysta Trendy (z piosenką „Od dziś”) (wygrana)
- 2010: Złote Dzioby – Przebój roku (nominacja)
- 2010: VIVA Comet 2010 – Charts Awards i Dzwonek roku (nominacja)